# 폭스를 잡아라
폭스를 잡아라(Caccia Alla Volpe, After The Fox)는 영국에서 제작된 비토리오 데 시카 감독의 1966년 코미디 영화이다. 피터 셀러스 등이 주연으로 출연하였고 존 브라이언 등이 제작에 참여하였다.

## 출연

### 주연
- 피터 셀러스
- 빅터 머추어

### 조연
- 브릿 에클랜드
- 마틴 발삼
- 아킴 타미로프
- 파올로 스토파
- 티노 부아젤리
- 맥 로네이
- 리디아 브라지
- 란도 버잔카
- 마리아 그라지아 부첼라
- 모리스 덴험
- 칼로 크로콜로

## 제작진
- 원작자: 닐 사이먼
- 협력프로듀서: 모리지오 로디-페
- 미술: 마리오 가르버글리아
- 의상: 피에로 토시